# BFC Tasmania 1890
Der BFC Tasmania 1890 war ein Fußballverein aus Berlin und einer der 86 Gründungsvereine des Deutschen Fußball-Bundes.

## Geschichte
Der Verein wurde 1890 gegründet. Die Vereinsfarben waren rot-weiß, seine Heimspiele bestritt der Verein auf dem Tempelhofer Feld. Tasmania spielte 1893/94 in der 2. Klasse und 1894/95 in der 1. Klasse des Deutschen Fußball- und Cricket Bundes. Die Tasmanen wechselten Ende der 1890er Jahre in den Verband Deutscher Ballspielvereine (VDB) und wurden auf der Gründungsversammlung des Deutschen Fußball-Bundes am 28. Januar 1900 in Leipzig durch den VDB-Vorsitzenden Fritz Boxhammer vertreten.
In der Saison 1900/1901 wurde der Verein Staffelsieger der 4. Klasse des VDB. Anschließend verlieren sich seine Spuren.
Der Verein ist nicht zu verwechseln mit dem am 2. Juni 1900 gegründeten Rixdorfer TuFC Tasmania 1900, der in der Saison 1965/66 als Tasmania Berlin in der Fußball-Bundesliga spielte.